# Подгора при Долскем
Подгора при Долскем (словен. Podgora pri Dolskem) је насељено место у општини Дол при Љубљани, Средњесловенска регија, Словенија.

## Историја
До територијалне реорганизације у Словенији била је у саставу града Љубљане, односно старе општине Бежиград.

## Становништво
У попису становништва из 2011. године, Подгора при Долскем је имала 252 становника.
| Број становника према пописима | Број становника према пописима | Број становника према пописима |
| ------------------------------ | ------------------------------ | ------------------------------ |
| 1991                           | 2002                           | 2011                           |
| 97                             | 105                            | 252                            |

Напомена: До 1953. исказивано под именом Подгора.